# Park Adama Sikory

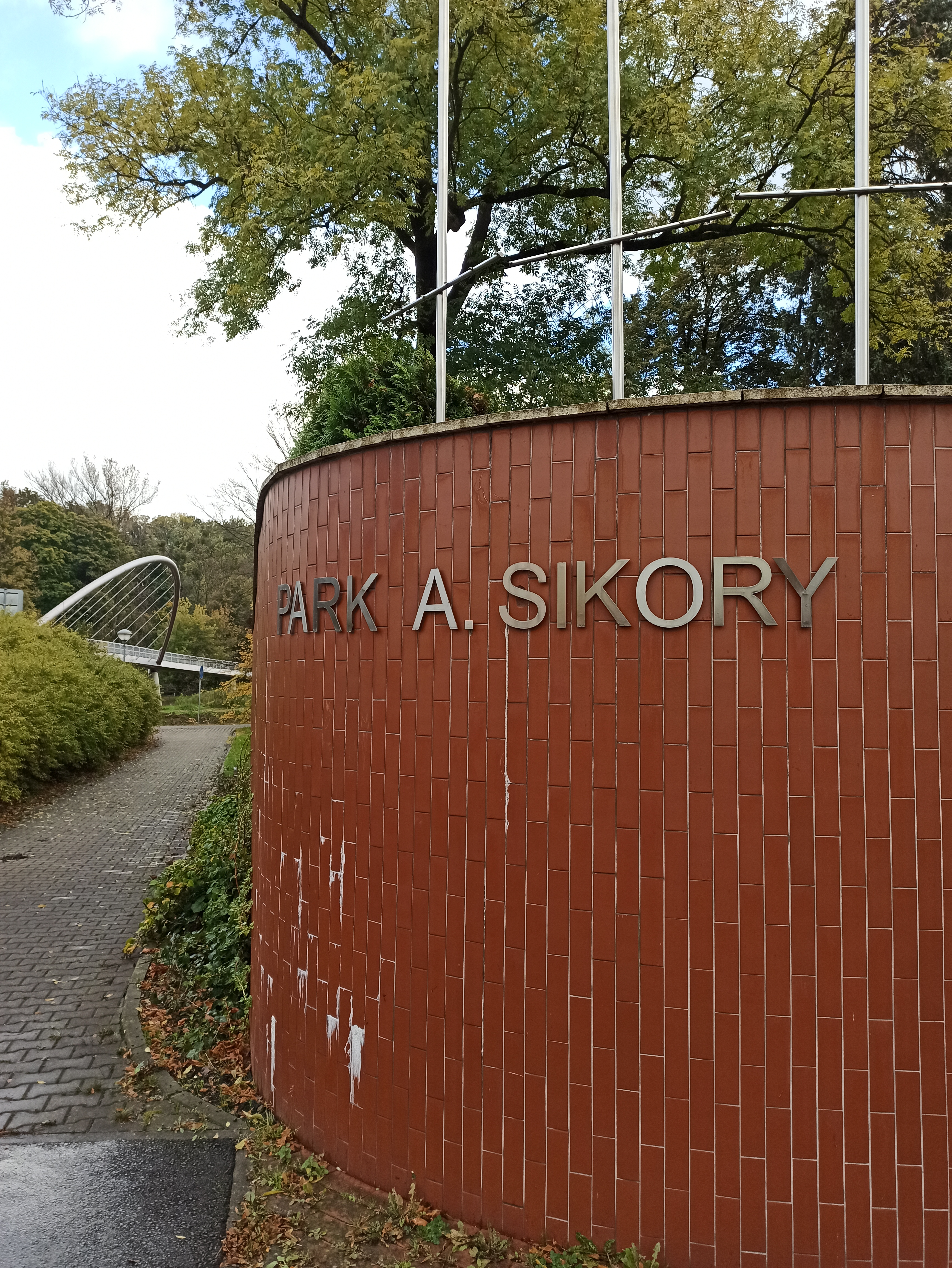
Wejście do parku Adama Sikory

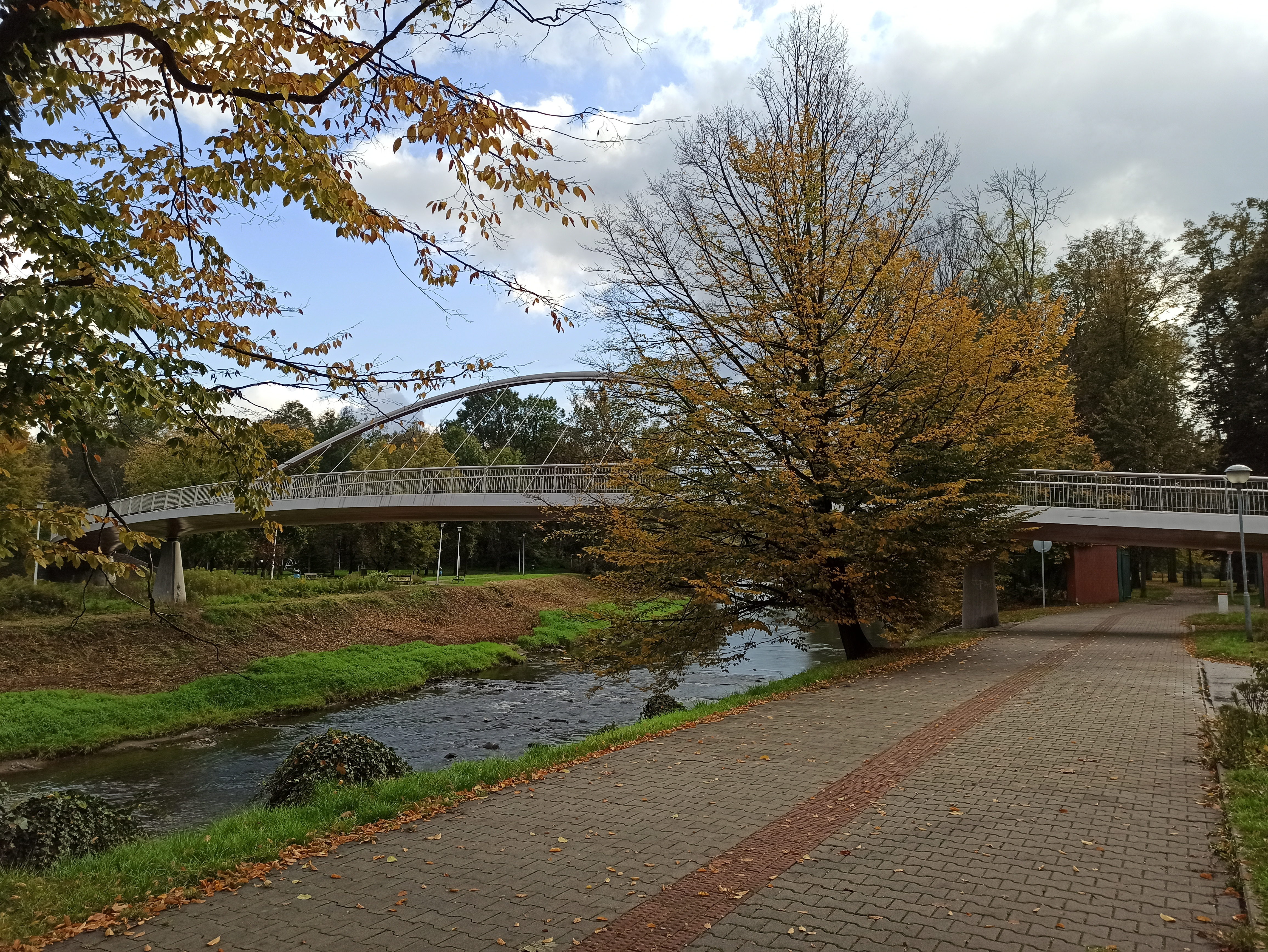
Most w Parku A. Sikory

Park Adama Sikory – ponad stuletni park, znajdujący się w Czeskim Cieszynie.

## Historia
W maju 1909 r. Adam Sikora kupił dużą działkę w (większości nieuprawianą) na lewym brzegu Olzy przy granicy z Sibicą i przekazał ją organizacji Macierz szkolna. Wezwanie o pomoc w budowie zostało opublikowane we wszystkich polskich gazetach w Cieszynie i spotkało się z szerokim odzewem. W czerwcu i lipcu 1909 roku w nowym kompleksie odbyły się pierwsze uroczystości. W 1911 w parku zorganizowano dożynki i tradycja urządzania ich w tym miejscu była kontynuowana w kolejnych latach. Prace zostały zakończone dopiero w 1912 r.  W 1913 na terenie parku ustawiono miniaturowe wieże piastowskie. Na początku pierwszej wojny światowej park służył jako obszar dla ćwiczeń cieszyńskiego batalionu Legionów Polskich. W czasie II wojny światowej pomnik Sikory znajdujący się w parku został zniszczony przez hitlerowskich okupantów, którzy zmienili nazwę kompleksu na Freiheitspark.  
W 1928 r. wymieniono oświetlenie elektryczne i wybudowano nową bramę wjazdową. W 1933 r. w parku wybudowano pawilon taneczno-muzyczny. W 1935 r. zakupiono około 3000 m² ogrodów i dom mieszkalny, który po przebudowie służył jako restauracja. W 1938 r. wybudowano obecną bramę wjazdową i zakończono budowę budynku restauracyjnego, uroczyście otwarto go 7 lipca 1938 r. (budowę przeprowadziła firma Brejžek a Beier z Czeskiego Cieszyna).  
W 1989 roku odsłonięto tablicę upamiętniającą fundatora parku.  

## Przebudowa
Pierwsza rewitalizacja parku odbyła się w 100. rocznicę ukończenia parku. Cały park otrzymał nowe chodniki z bruku zamkowego, zniszczone drzewa wykarczowano i posadzono nowe oraz zmodyfikowano zbiornik wodny. Obok parku w latach 2010-2012 wybudowano most, który połączył oba brzegi Olzy, a tym samym tereny Cieszyna Polskiego i Czeskiego. W 2020 r. miasto zdecydowało się z zainstalować hamaki.  
Fundatorem i założycielem parku był Polak Adam Sikora(1846-1910), członek zarządu Towarzystwa Oszczędności i Zaliczka w Cieszynie. Jako wieloletni członek koła Polskiego Towarzystwa Gimnastycznego „Sokół”, postanowił przeznaczyć całe swoje oszczędności w wysokości 15 000 austriackich koron na jego budowę. Zmarł w Budapeszcie, dwa lata przed oddaniem parku do użytku.